# James Johnson (cestista)
James Patrick Johnson (Cheyenne, 20 febbraio 1987) è un cestista statunitense, professionista nella NBA.

## Caratteristiche tecniche
Alto 201 cm, gioca come ala. Pur senza essere un giocatore eccezionale, si appresta a difendere, a marcare e a dribblare, al contrario del tiro da tre.

## Carriera

### College
Ha fatto parte per due stagioni dei Deamon Deacons dell'università Wake Forest, dove ha guadagnato due volte il riconoscimento di terzo quintetto All-ACC. Ha guidato Wake Forest nei due anni in cui vi ha giocato sia nei punti segnati che nei rimbalzi. Ha concluso la sua carriera universitaria con 903 punti e 508 rimbalzi.
Nella stagione 2008-09 ha messo a referto 14,8 punti, 8,5 rimbalzi, 2 assist e 1,5 stoppate di media.

### NBA (2009-)

#### Chicago Bulls (2009-2011)
È stato scelto il 25 giugno 2009 con la 16ª chiamata del Draft dai Chicago Bulls. A Chicago James Johnson vi rimane per 1 stagione e mezzo: nella prima stagione gioca sotto la guida di coach Vinny Del Negro 65 partite, di cui 11 da titolare. Ha tenuto di media 3,9 punti, 2 rimbalzi e 0,7 assist in 11,6 minuti a partita, e per quanto riguarda il tiro come media aveva il 41,5% dal campo e il 32,6% da 3 punti (career-high per lui). Per quanto riguarda i play-off (a cui i Bulls si qualificarono arrivando ottavi nella Eastern Conference) Johnson disputa 4 delle 5 partite della serie tra i suoi Chicago Bulls e i Cleveland Cavaliers, ma senza segnare punti, e giocando di media solo 5 minuti a partita in cui ha potuto raccogliere pochi rimbalzi e servire pochi assist (0,3 di media in entrambi i campi); i Bulls verranno comunque eliminati dai Cavs nella serie per 4-1. Alla fine della stagione il coach Del Negro viene sostituito da Tom Thibodeau. Con l'arrivo di quest'ultimo Johnson gioca molte meno partite e il 28 gennaio 2011 viene mandato a giocare in D-League negli Iowa Energy. Viene richiamato dai tori il 15 Febbraio 2011 dopo aver giocato 8 partite nella lega di sviluppo statunitense. Tuttavia con i tori non rimane molto visto che una settimana esatta dopo essere stato richiamato è stato ceduto. In totale con i tori nella seconda stagione ha giocato solo 13 partite, di cui nessuna da titolare.
In quelle 13 partite ha messo a referto una media di 3,2 punti, 1,8 rimbalzi e 1,1 assist in soli 9,5 minuti a partita.

#### Toronto Raptors (2011-2012)
Il 22 febbraio 2011, poco prima della trade-dead-line, venne scambiato con i Toronto Raptors in cambio di una prima scelta del Draft dello stesso anno (che in precedenza i Bulls ottennero dai Miami Heat). Con la franchigia canadese giocò per una stagione e mezzo (esattamente come accadde con i Bulls), ma trovando più continuità rispetto a Chicago: diventò subito titolare della squadra sotto la guida del coach Jay Triano. Disputò 25 partite in stagione, tutte da titolare.
Nella stagione successiva, esattamente come gli accadde a Chicago, la squadra di Johnson cambia allenatore: Jay Triano viene sostituito da Dwane Casey. Ma a differenza di quanto accadde nella Windy City, dove Johnson giocò meno a seguito del cambio di allenatore, qui Johnson tiene comunque un ottimo minutaggio, giocando 62 partite (su 66) di cui 40 nel quintetto base. Inizialmente si alternò con Rasual Butler nel ruolo di ala piccola titolare; ma in marzo dopo il taglio di Butler, perse definitivamente il posto in favore di Alan Anderson (che era rientrato in NBA dopo 4 anni e mezzo di assenza).

#### Sacramento Kings (2012-2013)
Il 16 luglio 2012 i Toronto Raptors lo cedettero ai Sacramento Kings in cambio di una futura seconda scelta. Dopo un inizio di stagione nel quale giocò numerose partite in quintetto base, con il passare del tempo venne utilizzato prevalentemente dalla panchina; chiude la sua prima stagione con la squadra californiana con medie di 5,1 punti e 2,7 rimbalzi in 16,3 minuti, per un totale di 54 presenze 11 delle quali in quintetto base. A fine stagione non rinnova il proprio contratto con i Sacramento Kings rimanendo così free-agent.

#### Atlanta Hawks, parentesi in D-League e Memphis Grizzlies (2013-2014)
Il 30 settembre 2013 passò agli Atlanta Hawks. Venne tagliato il 21 ottobre prima dell'inizio della stagione, e a novembre trovò un accordo per giocare in D-League con i Rio Grande Valley Vipers. Giocò 10 partite e le sue ottime prestazioni gli valsero una nuova chiamata tra i pro: il 16 dicembre gli venne offerto un contratto da parte dei Memphis Grizzlies, che Johnson accettò. Con i Grizzlies Johnson, nonostante disputò solo 4 partite da titolare, ne giocò 52 in totale, tenendo di media 7,4 punti, 3,2 rimbalzi e 2,1 assist in 18,4 minuti a partita. Alla fine della stagione i Grizzlies arrivarono settimi con un record di 50 vittorie e 32 sconfitte, qualificandosi così per i playoffs, in cui si scontrano con gli Oklahoma City Thunder arrivati secondi. Johnson tornò così a disputare una serie di playoffs a 4 anni di distanza dall'ultima volta (ovvero nella stagione da rookie con i Chicago Bulls). Tuttavia nella post-season Johnson disputa soltanto 3 partite (su 7 totali), in cui mette a referto 6,3 punti e 2 rimbalzi in 9,3 minuti a partita. I Grizzlies vennero comunque eliminati dai Thunder in gara-7, perdendo la serie 4-3 (Memphis tra l'altro vinse tutte e 3 le gare all'overtime, i Thunder invece ne vinsero 1 all'OT).

#### Ritorno ai Toronto Raptors (2014-2016)
Il 18 luglio 2014 venne ufficializzato il ritorno di Johnson ai Toronto Raptors. Ai Raptors trovò una squadra praticamente tutta nuova, in quanto dei suoi vecchi compagni c'erano solamente l'omonimo Amir Johnson e DeMar DeRozan. Cambiò anche la dirigenza visto che Masai Ujiri un anno prima sostituì Bryan Colangelo nel ruolo di GM. Per quanto riguarda l'area tecnica, lui ritrovò come allenatore Dwane Casey. Durante questa stagione James Johnson disputò ben 70 partite (career-high), di cui 17 da titolare. Tenne di media il 58,9% di tiri dal campo, percentuale migliore della sua carriera (anche se solo il 21,6°/° da 3 punti). Nella gara persa in trasferta per 98-76 contro gli Houston Rockets Johnson mise a segno il proprio career-high di punti segnando 27 punti. A fine anno i Raptors si qualificano ai play-off arrivando quarti a est con un record di 50 vittorie e 32 sconfitte. Ma durante la post-season ancora una volta Johnson trova poco spazio: Johnson viene impiegato solamente in 2 occasioni su 4. I Raptors comunque vennero eliminati dagli Washington Wizards (arrivati quinti) in modo deludente al primo turno per 4-0.
Nella stagione successiva Johnson giocò più spesso da titolare in quanto DeMarre Carroll (arrivato in estate dagli Atlanta Hawks) in dicembre subì un infortunio che lo tenne fuori per 41 partite, costringendolo a rientrare nel finale di stagione. Johnson disputò in totale 57 partite, di cui 32 da titolare. Nei play-off (a cui i Raptors si qualificarono da secondi) Johnson perse quindi il posto da titolare in favore del recuperato Carroll, ma rispetto agli anni passati disputò più partite e la sua squadra non venne eliminata al primo turno. Giocò in totale 10 partite (su 20 totali) tutte da subentrante. Tra l'altro questa fu la prima volta in carriera in cui Johnson non cambiò squadra dopo 1 anno o comunque dopo 1 anno e mezzo.

#### Miami Heat (2016-)
Il 16 luglio 2016 firmò un contratto annuale da 4 milioni di dollari con i Miami Heat. Il 2 gennaio 2017 segnò 20 punti nella gara giocata in casa e persa in rimonta dai Miami Heat contro i Detroit Pistons per 107-98 (in quella gara gli Heat furono in vantaggio di oltre 10 punti). Tre giorni dopo nella gara esterna vinta 107-102 contro i Sacramento Kings segnò 15 punti. Segnò nuovamente 20 punti nella partita persa in trasferta per 127-100 contro i Los Angeles Lakers il 7 gennaio 2017. Il 29 gennaio 2017 segnò 18 punti nella partita vinta 116-103 in casa contro i Detroit Pistons. Johnson durante la stagione andò spesso in doppia cifra nei punti, sfoggiando la migliore stagione della sua carriera con ben 12,8 punti, 3,6 assist e 4,9 rimbalzi (career-high in tutti e tre i campi), dimostrandosi un ottimo sesto uomo in quanto giocò 76 partite (career-high) di cui 5 da titolare. Tuttavia non riuscì né a superare né a eguagliare il suo career-high di punti segnati in una partita, pur essendoci andato vicino in due occasioni. La sua stagione fu molto positiva, ma nonostante questo, gli Heat non riuscirono a qualificarsi ai play-off del 2017.
Nella stagione successiva fu nuovamente importante per la squadra aiutandola a raggiungere la post-season con 10,8 punti a partita, ma partendo più spesso in quintetto. Il 20 marzo 2018 segnò 31 punti e raccolse 11 rimbalzi (andando così in doppia doppia) nella vittoria interna conquistata a seguito di un doppio overtime contro i Denver Nuggets per 149-141.

## Statistiche

### NCAA
| Anno      | Squadra           | PG | PT | MP   | TC%  | 3P%  | TL%  | RP  | AP  | PRP | SP  | PP   |
| --------- | ----------------- | -- | -- | ---- | ---- | ---- | ---- | --- | --- | --- | --- | ---- |
| 2007-2008 | W.F. Dem. Deacons | 30 | 28 | 29,2 | 48,7 | 28,0 | 68,9 | 8,1 | 1,2 | 1,4 | 1,3 | 14,6 |
| 2008-2009 | W.F. Dem. Deacons | 31 | 31 | 30,5 | 54,2 | 31,9 | 69,7 | 8,5 | 2,0 | 1,4 | 1,5 | 15,0 |
| Carriera  | Carriera          | 61 | 59 | 29,9 | 51,5 | 29,6 | 69,3 | 8,3 | 1,6 | 1,4 | 1,4 | 14,8 |

#### Massimi in carriera
- Massimo di punti: 31 vs North Carolina State (26 febbraio 2009)[22]
- Massimo di rimbalzi: 18 vs North Carolina State (26 febbraio 2009)
- Massimo di assist: 6 vs Georgia Tech (31 gennaio 2009)
- Massimo di palle rubate: 5 vs Wright State (14 dicembre 2008)
- Massimo di stoppate: 4 (3 volte)
- Massimo di minuti giocati: 38 vs Clemson (22 gennaio 2008)

### NBA

#### Regular Season
| Anno      | Squadra            | PG  | PT  | MP   | TC%  | 3P%  | TL%  | RP  | AP  | PRP | SP  | PP   |
| --------- | ------------------ | --- | --- | ---- | ---- | ---- | ---- | --- | --- | --- | --- | ---- |
| 2009-2010 | Chicago Bulls      | 65  | 11  | 11,6 | 45,2 | 32,6 | 72,9 | 2,0 | 0,7 | 0,3 | 0,7 | 3,9  |
| 2010-2011 | Chicago Bulls      | 13  | 0   | 9,5  | 41,5 | 22,2 | 46,2 | 1,8 | 1,1 | 0,6 | 0,7 | 3,2  |
| 2010-2011 | Toronto Raptors    | 25  | 25  | 28,0 | 46,4 | 24,0 | 70,7 | 4,7 | 3,0 | 1,0 | 1,1 | 9,2  |
| 2011-2012 | Toronto Raptors    | 62  | 40  | 25,2 | 45,0 | 31,7 | 70,4 | 4,7 | 2,0 | 1,1 | 1,4 | 9,1  |
| 2012-2013 | Sacramento Kings   | 54  | 11  | 16,3 | 41,3 | 9,5  | 59,7 | 2,7 | 1,1 | 0,8 | 0,9 | 5,1  |
| 2013-2014 | Memphis Grizzlies  | 52  | 4   | 18,4 | 46,4 | 25,3 | 84,4 | 3,2 | 2,1 | 0,8 | 1,1 | 7,4  |
| 2014-2015 | Toronto Raptors    | 70  | 17  | 19,6 | 58,9 | 21,6 | 65,7 | 3,7 | 1,4 | 0,8 | 1,0 | 7,9  |
| 2015-2016 | Toronto Raptors    | 57  | 32  | 16,2 | 47,5 | 30,3 | 57,4 | 2,2 | 1,2 | 0,5 | 0,6 | 5,0  |
| 2016-2017 | Miami Heat         | 76  | 5   | 27,4 | 47,9 | 34,1 | 70,7 | 4,9 | 3,6 | 1,0 | 1,1 | 12,8 |
| 2017-2018 | Miami Heat         | 73  | 41  | 26,6 | 50,3 | 30,8 | 69,8 | 4,9 | 3,8 | 1,0 | 0,7 | 10,8 |
| 2018-2019 | Miami Heat         | 55  | 33  | 21,2 | 43,3 | 33,6 | 71,4 | 3,2 | 2,5 | 0,6 | 0,5 | 7,8  |
| 2019-2020 | Miami Heat         | 18  | 0   | 15,6 | 44,8 | 35,6 | 57,1 | 2,9 | 1,2 | 0,3 | 0,7 | 5,7  |
| 2019-2020 | Minnesota T'wolves | 14  | 1   | 24,2 | 50,0 | 37,0 | 67,6 | 4,7 | 3,8 | 1,4 | 1,4 | 12,0 |
| 2020-2021 | Dallas Mavericks   | 29  | 1   | 17,4 | 46,2 | 25,0 | 58,6 | 3,0 | 1,7 | 0,8 | 0,8 | 5,7  |
| 2020-2021 | N.O. Pelicans      | 22  | 11  | 24,5 | 43,4 | 26,7 | 59,6 | 4,1 | 2,2 | 0,8 | 0,9 | 9,2  |
| 2021-2022 | Brooklyn Nets      | 62  | 10  | 19,2 | 46,9 | 27,1 | 52,7 | 3,5 | 2,1 | 0,5 | 0,5 | 5,5  |
| 2022-2023 | Indiana Pacers     | 18  | 1   | 9,0  | 44,9 | 20,0 | 50,0 | 1,7 | 0,8 | 0,4 | 0,3 | 2,8  |
| 2023-2024 | Indiana Pacers     | 9   | 0   | 5,2  | 30,0 | 0,0  | 100  | 0,4 | 0,9 | 0,6 | 0,1 | 0,9  |
| 2024-2025 | Indiana Pacers     | 12  | 0   | 3,1  | 36,4 | 0,0  | 0,0  | 0,5 | 0,3 | 0,0 | 0,2 | 0,7  |
| Carriera  | Carriera           | 786 | 243 | 19,8 | 47,3 | 30,0 | 67,8 | 3,5 | 2,0 | 0,7 | 0,8 | 7,4  |

#### Play-off
| Anno     | Squadra           | PG | PT | MP   | TC%  | 3P%  | TL%  | RP  | AP  | PRP | SP  | PP   |
| -------- | ----------------- | -- | -- | ---- | ---- | ---- | ---- | --- | --- | --- | --- | ---- |
| 2010     | Chicago Bulls     | 4  | 0  | 5,0  | 50,0 | 0,0  | -    | 0,3 | 0,3 | 0,0 | 0,0 | 0,0  |
| 2014     | Memphis Grizzlies | 3  | 0  | 9,3  | 33,3 | 40,0 | 70,0 | 2,0 | 0,0 | 0,3 | 0,0 | 6,3  |
| 2015     | Toronto Raptors   | 2  | 0  | 6,0  | 33,3 | -    | 0,0  | 1,0 | 0,5 | 0,0 | 0,0 | 2,0  |
| 2016     | Toronto Raptors   | 10 | 0  | 9,8  | 48,0 | 44,4 | 66,7 | 1,5 | 0,6 | 0,3 | 0,0 | 3,0  |
| 2018     | Miami Heat        | 5  | 5  | 32,2 | 54,8 | 53,8 | 64,3 | 6,0 | 4,8 | 1,2 | 1,2 | 12,4 |
| 2024     | Indiana Pacers    | 1  | 0  | 1,0  | -    | -    | 50,0 | 0,0 | 0,0 | 0,0 | 0,0 | 1,0  |
| 2025     | Indiana Pacers    | 5  | 0  | 3,6  | 60,0 | 0,0  | 50,0 | 0,2 | 0,4 | 0,4 | 0,4 | 1,4  |
| Carriera | Carriera          | 30 | 5  | 11,3 | 47,4 | 44,8 | 54,1 | 1,8 | 1,1 | 0,4 | 0,3 | 4,1  |

#### Massimi in carriera
- Massimo di punti: 31 vs Denver Nuggets (19 marzo 2018)[23]
- Massimo di rimbalzi: 13 vs Milwaukee Bucks (23 aprile 2012)
- Massimo di assist: 12 vs Milwaukee Bucks (13 gennaio 2017)
- Massimo di palle rubate: 6 vs Indiana Pacers (28 dicembre 2011)
- Massimo di stoppate: 6 (2 volte)
- Massimo di minuti giocati: 47 vs Chicago Bulls (24 marzo 2012)

### G League
| Anno      | Squadra       | PG | PT | MP   | TC%  | 3P%  | TL%  | RP  | AP  | PRP | SP  | PP   |
| --------- | ------------- | -- | -- | ---- | ---- | ---- | ---- | --- | --- | --- | --- | ---- |
| 2010-2011 | Iowa Energy   | 8  | 8  | 32,1 | 53,5 | 17,6 | 91,8 | 8,9 | 4,3 | 1,0 | 2,5 | 19,3 |
| 2013-2014 | R.G.V. Vipers | 10 | 10 | 29,9 | 49,6 | 28,9 | 77,3 | 9,1 | 4,8 | 1,9 | 3,4 | 18,5 |
| Carriera  | Carriera      | 18 | 18 | 30,9 | 51,3 | 25,8 | 84,9 | 9,0 | 4,6 | 1,5 | 3,0 | 18,8 |